# Puntallana
Puntallana és un municipi de l'illa de La Palma, a les illes Canàries.

## Població
| Any  | Població | Densitat  |
| ---- | -------- | --------- |
| 1991 | 2.201    | -         |
| 1996 | 2.249    | -         |
| 2001 | 2.337    | 66,77/km² |
| 2002 | 2.364    | -         |
| 2003 | 2.364    | 67.37/km² |
| 2004 | 2.380    | 68.69/km² |
| 2006 | 2.368    | 67,48/km² |